# Albert Rust (Politiker)

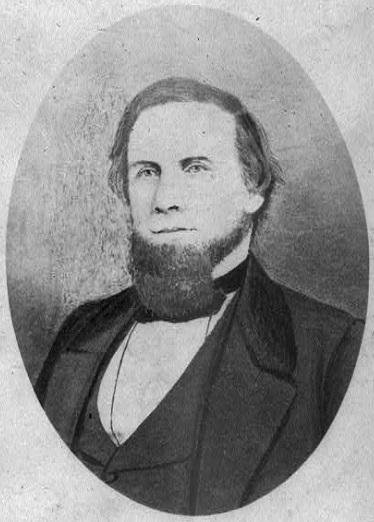
Albert Rust, um 1857

Albert Rust (* 1818 im Fauquier County, Virginia; † 3. April 1870 in El Dorado, Arkansas) war ein US-amerikanischer Politiker. Zwischen 1855 und 1857 sowie zwischen 1859 und 1861 vertrat er den zweiten Wahlbezirk des Bundesstaates Arkansas im US-Repräsentantenhaus.

## Werdegang
Albert Rust besuchte die öffentlichen Schulen seiner Heimat und zog im Jahr 1837 aus Virginia in das Union County in Arkansas. Dort erwarb er Land und betrieb einen kleinen Laden, der später als örtliches Gerichtsgebäude benutzt wurde. Seit 1838 war er auch an der Landvermessung in seinem Bezirk beteiligt. Nach einem Jurastudium begann Rust in El Dorado in seinem neuen Beruf zu praktizieren.
Rust wurde Mitglied der Demokratischen Partei. Zwischen 1842 und 1848 und nochmals von 1852 bis 1854 war er Abgeordneter im Repräsentantenhaus von Arkansas. Im Jahr 1846 bewarb er sich erstmals innerhalb seiner Partei für die Nominierung für einen Sitz im Kongress. Dieser Versuch blieb allerdings erfolglos.
1854 wurde Rust im zweiten Distrikt von Arkansas in das US-Repräsentantenhaus in Washington gewählt, wo er am 4. März 1855 die Nachfolge von Edward A. Warren antrat. Da er bei den nächsten Wahlen von seiner Partei nicht mehr für eine Wiederwahl nominiert wurde, musste er sein Mandat am 3. März 1857 aufgeben, das wieder an Warren fiel. Zwei Jahre später schaffte er aber erneut den Sprung in das US-Repräsentantenhaus. Zwischen dem 4. März 1859 und dem 3. März 1861 war er der letzte Abgeordnete seines Bezirks im Kongress vor dem Amerikanischen Bürgerkrieg. In diesen zwei Jahren interessierte er sich für militärische Fragen und den Ausbau des Red River zur Wasserstraße. Nachdem sich der Staat Arkansas den Konföderierten Staaten angeschlossen hatte, war er zwischen 1861 und 1868 nicht mehr im US-Kongress vertreten.
Nach dem Ende seiner Zeit im Kongress wurde Rust als Delegierter in den provisorischen Kongress der Konföderierten Staaten berufen. Bei den regulären Wahlen für den ersten Kongress der Südstaaten verzichtete er aber auf eine Kandidatur. Stattdessen wurde er Offizier im konföderierten Heer. Er nahm an mehreren Schlachten teil und brachte es bis zum Rang eines Brigadegenerals. Nach dem Krieg nahm er seine Anwaltstätigkeit wieder auf.
Albert Rust starb im April 1870 in El Dorado. Er war seit 1844 mit Jane Carrington, der Tochter eines reichen Virginiers, verheiratet.